# 迪迪夫卡 (丘胡伊夫區)
50°2′16″N 37°2′52″E / 50.03778°N 37.04778°E
迪迪夫卡（烏克蘭語：Дідівка）是位於烏克蘭東部的村莊，由哈爾科夫州丘胡伊夫区的舊薩爾蒂夫市鎮負責管轄。該村始建於1861年，面積0.21平方公里，海拔高度166米，2001年人口41，人口密度每平方公里196.2人。